# Кливер треугольника
Кливер треугольника — это отрезок, один конец которого находится в середине одной из сторон треугольника, второй конец находится на одной из двух оставшихся сторон, при этом кливер разбивает периметр пополам. Кроме того, кливер параллелен биссектрисе, проведённой из противолежащего угла стороне, в середине которой берёт начало кливер (см. рис.).

## Свойства
- Каждый из кливеров проходит через центр масс периметра треугольника ABC, так что все три кливера пересекаются в центре Шпикера {\displaystyle S} или {\displaystyle X_{10}}.
- Каждый кливер, один конец которого находится в середине стороны треугольника, параллелен биссектрисе угла, противоположного этой стороне.
- Кливер разрезает треугольник на две фигуры равного периметра (см. второй рис.)